# Rayman Origins
Rayman Origins è un videogioco a piattaforme della serie Rayman sviluppato in 2D e pubblicato da Ubisoft per PlayStation 3, Wii, Xbox 360, PlayStation Vita, Nintendo 3DS e Windows. Il gioco è stato pubblicato a novembre 2011 per PlayStation 3, Xbox 360 e Wii, mentre è stato commercializzato a febbraio 2012 per Playstation Vita, a marzo 2012 per Windows, a giugno 2012 per 3DS ed il 12 dicembre 2013 per macOS. È stato prodotto anche uno spin-off per iOS, Windows Phone e dispositivi Android dal titolo Rayman Jungle Run. Canonicamente è il quarto titolo della serie Rayman ed il primo ad essere completamente in 2D dai tempi del primo gioco.

## Trama
Nella Radura dei Sogni, tra i rami dell'Albero Sbadigliante, si stanno riposando Rayman, Globox e due Teensy insieme a Polokus il Sognabolle. Tuttavia, il loro russare, grazie ad un microfono stranamente camuffato come un fiore, percorre una cavità dell'albero fino ad arrivare alla Terra dei Morti Lividi, luogo in cui sono stati rinchiusi i Darktoon, generati dagli incubi del Sognabolle. I Darktoon, non gradendo il rumore del sonno di Globox, decidono di passare all'azione e di invadere la Radura dei Sogni, imprigionando Rayman e i suoi amici.
Rayman, Globox, i due Teensy e il Sognabolle riescono a liberarsi; i quattro eroi decidono di partire per un viaggio per liberare di nuovo la Radura dei Sogni dai Darktoon, attraversando la Giungla del Farfuglio, il Deserto dei Didgeridoo, le Terre Ghiottone e il Mare della Serendipità, scoprendo che ci sono altri nemici oltre ai Darktoon, e liberando gli Electoon e le quattro ninfe Betilla, Holly Luya, Gourmet e Annet Fish. Arrivati al Picco mistico, dove liberano la ninfa Helena Handbasket, il gruppo di eroi arriva ad un portale che gli permetterà di trovare il responsabile di quanto sta accadendo. Tuttavia, le cinque ninfe non possono farlo funzionare senza il supporto dei quattro Re che governano i quattro territori precedentemente superati, ma sembra che siano scomparsi.
Rayman, Globox e i Teensy raggiungono i luoghi in cui risiedono i quattro re, e scoprono che sono stati infettati dall'energia negativa dei Darktoon, diventando mostri pericolosi. Sconfiggono in successione Carnivora nei Templi Solleticosi, Mocking Bird nelle Grotte Brontolone, El Stomacho nei Laghi Appetitosi e Creveton nell'Abisso Arrabbiato, riportandoli alle loro fattezze originarie. Grazie ai quattro re il portale si attiva, spedendo il gruppo in un'enorme fortezza e cittadella metallica sospesa nelle Nuvole Tristanzuole. Superati i trabocchetti, il gruppo scopre che la mente dietro a tutto è Ales Mansay, un Teensy preso in giro per le sue sopravvalutate e scarse abilità magiche e che è segretamente un ammiratore e seguace di Mr. Dark, e voleva superarlo nei suoi propositi di conquista spodestando Polokus per poi diventare il nuovo leader della Radura, utilizzando i Lum raccolti dal gruppo di eroi per potenziare le sue macchine e il suo impero meccanico, e controllando gli incubi e le creature malvagie, ma il primo passo era scatenare un conflitto fra gli abitanti della Radura dei Sogni e quelli della Terra dei Morti Lividi come distrazione. Vistosi scoperto, Ales fa cadere in trappola il gruppo dove combatte contro Mecha Carnivòra e Mecha Mocking Bird, versioni meccaniche degli stessi mostri affrontati in precedenza.
Tuttavia, Rayman, Globox e i Teensy riescono a distruggere i due robot e a mettere con le spalle al muro Ales, che per fuggire li distrae momentaneamente con della musica per poi salire a bordo del suo vascello. Il gruppo lo insegue e ingaggia un combattimento aereo contro di lui fin dentro il cuore del suo quartier generale, dove il vascello urta il nucleo, facendo esplodere ogni cosa della fortezza. Rayman, Globox e i Teensy finiscono di nuovo sull'albero sbadigliante insieme al Sognabolle... e si rimettono a riposare.
Una volta raccolti tutti e dieci i Denti del Teschio i quattro eroi andranno nella Terra dei Morti Lividi, dove si scontreranno con Big Mama, la reggente del regno. Una volta sconfitta, scoprono che si tratta della ninfa Fée de la Mort, nota anche come Voodoo Mama, corrotta dai Darktoon, che li ringrazia per averla salvata.

## Modalità di gioco

### Livelli
I livelli si dividono in 4 categorie:
- Livelli classici, cioè livelli in cui si dovranno trovare al massimo 3 gabbie contenenti Electoons da liberare, una finale per concludere il livello più due nascoste e in cui sarà presente la modalità a tempo.
- Livelli Moskito, in cui si dovrà "cavalcare" Moskito. Non sarà presente la modalità a tempo.
- Livelli Electoon, dove si dovranno raccogliere Lum attraversando ponti costruiti dagli Electoons salvati durante il gioco.
- Livelli Caccia al tesoro, sono livelli in cui contano velocità e precisione. L'obiettivo è quello di superare una serie di ostacoli per poter prendere uno Scrigno del Tesoro che scapperà dal giocatore per poi fermarsi alla fine del livello; rompendolo si otterrà un Dente del Teschio.
- Livelli Boss, in cui bisognerà al termine sconfiggere un boss (o il boss sarà il tema principale). Per sconfiggere un boss bisognerà colpirlo per 2 o 3 volte su alcune "bolle rosa" quando possibile.

## Personaggi
Per poter sbloccare i personaggi-costumi sono necessari gli Electoon, che appaiono nei medaglioni al termine di ogni livello.

### Principali
- Rayman: quando il Sognabolle ebbe il suo primo incubo, Betilla e le altre ninfe presero dei Lum per creare una creatura agile, spensierata, tenace e soprattutto divertente. Sfortunatamente le ninfe vennero distratte da delle galline-zombie, perdendo così la maggior parte dei Lum; il risultato ottenuto con i Lum rimasti fu Rayman, un eroe privo di braccia e gambe, ma che compì il suo dovere come protettore della Radura dei Sogni.
- Globox: Globox è un Glute, una creatura simile ad una rana o un rospo dal colore blu e miglior amico di Rayman, sono infatti amici per la pelle, ed è un maestro di Fung-Ku, oltre che il più grande russatore della Radura dei Sogni. Un tempo Globox era come quelli della sua specie: rosso. Ma un giorno, almeno secondo una delle diverse origini narrate su di lui, uno sciame di piccole zanzare blu lo attaccarono in massa e ciò causò il cambiamento della sua pelle da rossa a blu.
- Grande Minimo: il re dei Teensy (anche se a volte si scambiano la corona) e custode della magia del mondo, e in quanto tale si unisce a Rayman e Globox per salvaguardare il mondo dall'ondata di Darktoon.
- Teensy gotico: un Teensy vestito con una cappa nera il cui compito è vegliare sulla porta della Terra dei Morti Lividi. Quando i Darktoon escono dal loro regno per invadere la Radura dei Sogni, questo Teensy si unisce a Rayman e Globox.
- Polokus il Sognabolle: è l'essere supremo che sogna il mondo e le meravigliose creature che lo popolano. Tuttavia, questa sua capacità è influenzata dai suoi umori, e infatti è lui stesso il creatore "involontario" degli incubi, il primo dei quali fu Jano. Nonostante ciò è un tipo molto simpatico.
- Murfy: il consigliere del Sognabolle. Compare solo all'inizio del gioco.

### Alternativi
- Raybox: Rayman ha subito lo stesso effetto che rese Globox blu, ma nonostante ciò non sembra dargli molta importanza.
- Raymesis: il clone malvagio di Rayman, apparso nel primo Rayman. Venne creato da Mr. Dark per ostacolare Rayman, ma la sua controparte riuscì a sconfiggerlo. Raymesis ritorna in vita, non è però chiaro se è grazie a Polokus o a Ales Mansy, il successore di Mr. Dark, assieme poi alle sue esatte copie che compariranno successivamente in Rayman Legends, i Teensy oscuri. Molto probabilmente il secondo.
- Globox rosso: le mamme Vubooduboo sono riuscite a curare Globox facendolo ritornare rosso, conferendogli così di confondersi con i suoi simili per attaccare di soppiatto gli incubi.
- Glombrox: un membro della specie di Globox che, a differenza sua, è stato infettato dai Darktoon ed è diventato pauroso e puzzolente.
- Teensy: uno dei tanti Teensy creati dal Sognabolle. Particolare che colpiscono gli occhi è il lungo naso che a prima vista può sembrare buffo, ma è proprio grazie a questo che riescono a percepire la magia, dei quali sono maestri.
- Ray Teensy: un Teensy che è a capo di un fan club di cosplay di Rayman: infatti il suo abbigliamento è in onore del suo eroe.
- GlobTeen: un Teensy che fa parte di un fan club di cosplay di Rayman: infatti il suo abbigliamento è in onore di Globox.
- Reginetta Teensy: una Teensy vestita di rosa e dotata di grandi poteri magici, grazie ai quali è riuscita a sconfiggere molti mostri del deserto.
- Mago Teensy: un Teensy vestito con una cappa blu adornata con stelline azzurre e un cappello blu.
- Ninja Teensy: l'ultimo di una dinastia di Teensy che contano sull'agilità per nascondersi e attaccare i nemici di soppiatto.
- Teensy fiammeggiante: un Teensy che è stato maltrattato dalla gang del peperoncino delle Cucine Infernali, i quali lo hanno obbligato a mangiare fagioli flatulenti e salsa piccante. Ciò gli ha sbiadito la pelle e gli ha fatto diventare gli occhi rossi. Indossa una cappa con motivi di fuoco.
- Il primo Re: il più vecchio Grande Minimo che è rimasto a fare la guardia al cuore del mondo, e ora il suo aspetto appare piuttosto macabro: la pelle è bluastra e gli occhi bianchi, mentre è vestito con una lacera cappa viola e indossa una corona arrugginita.

## Poteri
I poteri vengono concessi al giocatore in seguito alla liberazione delle Ninfe e sono i seguenti:
- Potere di attaccare: è il primo potere, donato dalla ninfa Betilla (o Fata Betilla), la ninfa più anziana, nonché la ninfa della terra, consente al giocatore di eseguire ogni tipo di attacco: pugni (Rayman e Globox), magia (Teensies), montante, colpo dal basso, pugno in picchiata, colpo in corsa e colpo caricato.
- Potere di planare/volare: donato dalla ninfa Holly Luya, la ninfa della musica, consente di planare per raggiungere punti più lontani (volare in caso di correnti di aria dal basso), o di rallentare una caduta.
- Potere di rimpicciolirsi: donato dalla ninfa Gourmet, la ninfa dei ghiacci, consente di inserirsi negli spazi più piccoli. Si può diventare piccoli anche grazie alle trombette che rimpiccioliscono o fanno tornare normali. In "modalità piccola" gli attacchi normali faranno spostare fortemente il personaggio anche da fermo (che sia normale o montante), oltre che il colpo caricato viene disabilitato e sostituito da un attacco normale.
- Potere di nuotare: donato dalla ninfa Annett Fish, la ninfa dell'acqua, consente di immergersi nell'acqua fino in fondo e di nuotare liberamente in essa.
- Potere di camminare sui muri: donato dalla ninfa Helena Handbasket, la ninfa della montagna, consente di camminare su ogni superficie verticale che sia "raccordata" al terreno (se il muro diventa tetto non ha importanza, il personaggio correrà lo stesso). L'attacco consentito sarà solo quello in corsa e una volta eseguito non arresterà il processo di corsa.

Usando Moskito sarà possibile solo sparare ed aspirare. Quest'ultima azione consente al giocatore di aspirare un certo numero di nemici di piccola taglia oppure, un nemico di taglia media.

## Nemici
- Esploratori: scagnozzi al servizio di Mr.Dark, presenti anche nel primo Rayman e menzionati in altri capitoli della serie.
- Psiclopi: sono creature con un solo occhio. Molto semplici da eliminare in quanto non attaccano a parte al contatto, in cui colpiscono con aculei.
- Darktoon: presenti anche nel primo Rayman, ed esclusivamente nella versione per PlayStation di Rayman 2: The Great Escape, essi sono materia degli incubi e componente negativa del Great Protoon. I Darktoon sono nemici di dimensioni ridotte e facilmente eliminabili rispetto agli altri. Attaccano il giocatore solo se si trova nelle loro vicinanze, attaccando spesso con i loro denti affilati. Nel livello Porto Panico tengono in ostaggio gli abitanti del villaggio di Globox, mentre nei livelli iniziali dei livelli sono presenti alcuni più grossi che tengono imprigionate le ninfe.
- Cacciatori: sono anch'essi scagnozzi di Mr. Dark, e presenti nel primo Rayman. Colpiscono il giocatore con le loro pistole spararazzi (sia in linea orizzontale, sia con razzi a ricerca).
- Uccelli rossi: gli Uccelli rossi somigliano agli Psiclopi in quanto attaccano con delle spine al contatto.
- Uccelli vichinghi: gli Uccelli vichinghi si trovano nei pentagrammi del Deserto del Didgeridoo. Non sono eliminabili dall'alto (pugno in picchiata).
- Uccelli tromba: questi uccelli non sono un vero e proprio nemico in quanto spingono il giocatore emettendo suoni molto forti; sono comunque eliminabili.
- Drago cameriere: questi draghi di colore grigio non possono essere distrutti dall'alto a causa dei vassoi che portano e attaccano sputando fuoco dalla bocca.
- Drago chef: come i precedenti, ma di colore rosso, con un cappello da chef e una forchetta a due punte, attaccano sputando fuoco se ci si avvicina troppo.
- Drago germe: sono come gli altri solo che sono verdi con chioma nera e hanno uno sturalavandino, si trovano solo all'interno di El Stomacho.
- Meduse: le meduse non possono essere attaccate, ma solo schivate, eccetto nei livelli con Moskito.
- Pesci palla: questi pesci, come gli Psiclopi e gli Uccelli Rossi, si gonfiano con le spine al contatto per colpire.
- Pesci guardiani: i Pesci guardiani colpiscono attaccando avanti e indietro per un breve segmento.
- Golem di pietra: i Golem attaccano lanciando palle di roccia infuocate che rimbalzano sulle superfici.
- Robot: si trovano nelle Nuvole Tristanzuole (Fabbrica Meccanica) e non si possono eliminare con attacchi normali (colpo caricato compreso), ma si possono eliminare facendoli cadere nel vuoto, lava o nelle trappole (lame rotanti, scariche elettriche, presse o pistoni).
- Granny: si trovano solo nella Terra dei Morti Lividi, sono attaccabili facilmente, ma loro attaccano solo frontalmente e in questo sono veloci. Se li si ha davanti non si avrà il tempo di caricare l'attacco. Sono gli unici nemici che non rilasciano Lums nell'eliminazione.

## Boss
- Carnivòra: è una pianta carnivora con una mostruosa testa coperta di aculei, con una larga bocca irta di denti, e delle radici viola spinate con cui può camminare. La prima fase consisterà nel fuggire da Carnivòra, la seconda nel batterla. Dopo averla battuta diventerà un tenero fiorellino con dei denti sporgenti e una coroncina che dirà: "Cosa mi è preso? sono vegana!".
- Uccello Gigante: il boss finale di "Moskito", un volatile che attacca aspirando i personaggi oppure le bombe volanti per poi contrattaccare. Lo si sconfigge a bordo di Moskito, aspirando anche con esso le bombe e rilanciandogliele contro oppure semplicemente sparandogli.
- Mocking Bird: è un uccello gigantesco con una corona in testa, nettamente più grande dell'Uccello Gigante, che attaccherà con morsi, aspirate, caricate e richiamando a sé uccelli più piccoli. Dopo averlo battuto diventerà un uccellino, conservando la corona, che dirà: "Sono libero! Sono caduto da un albero?".
- El Stomacho: il guardiano dei laghi, è un gigantesco drago purpureo con un cappello da chef e un bavaglino, il quale ingoierà i protagonisti che dovranno poi attaccarlo dall'interno. Dopo averlo battuto si rimpicciolirà e sul cappello sarà presente una corona, dicendo: "Mi sento meglio: molto meglio!".
- Anguilla Gigante: è il boss finale del livello "Mira all'anguilla". La si sconfigge a bordo di Moskito sparando alla coda che farà man mano diminuire la sua lunghezza fino a far rimanere la testa. Si potranno anche colpire delle luciferasi sul corpo per ottenere più Lums. Esistono anche dei tipi di anguille più piccole, denominate Mini-murray.
- Creveton: è una specie di drago marino con molte zampe da battere in una grotta sottomarina. All'inizio del livello si dovrà scappare da due Anguille Giganti nuotando, per poi trovarsi faccia a faccia con il boss. Bisognerà colpirlo due volte sulla coda mentre girerà intorno cercando di attaccarvi e la terza bisognerà colpirlo nelle fauci quando spunterà da feritoie poste ai lati della grotta. Dopo averlo battuto diventerà una sorta di gambero con una corona in testa che dirà: "Mi hai salvato!".
- Golly G. Golem: una statua cosparsa di spine che è il guardiano del Picco Mistico.
- Mecha Carnivòra/Mecha Mocking Bird: sono le riproduzioni meccaniche dei rispettivi normali, soltanto più brevi da battere (con stesso procedimento).
- Ales Mansay "Il Mago": il nemico principale. Viene rivelato nel gioco che è un Teensy, ed è colui che si trova sull'ampolla di ogni fine livello. Dopo aver sconfitto Mecha Carnivòra e Mecha Mocking Bird, bisognerà inseguirlo saltando tra i pezzi del suo quartier generale in autodistruzione ed infine bisognerà distruggere il suo vascello a bordo di Moskito. Nell'ultimo livello è possibile notare dei poster nel suo nascondiglio con su scritto "♥ Mister D", spiegando che è un ammiratore segreto e usurpatore dell'originale Mr. Dark.
- Big Mama: boss finale opzionale del gioco, si trova nella Terra dei Morti Lividi. Big Mama attaccherà agitando le braccia (vostro punto di appoggio) tentando di fare cadere il personaggio nell'acqua bollente oppure di colpirlo con i bracciali spinati che ondeggeranno sulle braccia stesse. Colpito il primo punto il giocatore dovrà colpire gli occhi e poi, tornati sulle braccia bisognerà colpire un secondo punto per terminare il lavoro. Dopo averla battuta si scoprirà che è la ninfa Fée de la Mort o Voodoo Mamma, posseduta anch'essa dai Darktoon.

## Accoglienza
| Pubblicazione  | Punteggio |
| -------------- | --------- |
| 1UP            | A-        |
| GameTrailers   | 8.5/10    |
| IGN            | 9.5/10    |
| Nintendo Power | 9.5/10    |
| Metarecensioni | Punteggio |
| GameRankings   | 91.27%    |
| Metacritic     | 92/100    |

Il gioco è stato accolto molto positivamente e acclamato dalla critica, ed è stato definito da IGN come "gioco dell'anno".
La rivista Play Generation diede alla versione per PlayStation 3 un punteggio di 95/100, apprezzando la giocabilità altissima, il divertimento alle stelle, la grafica e il sonoro ottimi ma come contro il fatto che non si rivelasse troppo difficile ma comunque impegnativo da completare al 100%, trovandolo così un gioco di piattaforme ricco e appassionante. La stessa testata lo classificò in seguito come il quarto migliore titolo platform del 2011.